# 刺叶珊瑚冬青
刺叶珊瑚冬青（学名：Ilex corallina var. abarrans）为冬青科冬青屬下的一个变种。

## 扩展阅读
- 維基物種上的相關：刺叶珊瑚冬青